# Hemicentetes semispinosus
O tenreque-raiado-das-planícies (Hemicentetes semispinosus) é uma espécie de mamífero da família Tenrecidae, endêmica de Madagáscar. É o único mamífero capaz de estridular. 

## Distribuição geográfica e Habitat
Este tenreque é comummente encontrado nas florestas tropicais, a Este e Norte, de Madagáscar.

## Descrição
O tenreque-raiado-das-planícies possui pelo preto com riscas amarelas claras, espalhados pelo corpo encontram-se pelos mais rígidos que se assemelham espinhos, o ventre e o colar à volta da cabeça são amarelo vivo. Nas suas costas encontram-se espinhos especiais que se esfregam uns nos outros produzindo um som de estalido, que utilizam para comunicar, é o único mamífero capaz deste feito.